# Голубев Мох
Голубев Мох — деревня в Смоленской области России, в Ельнинском районе. Население — 14 жителей (2007) . Расположена в юго-восточной части области в 7 км к востоку от города Ельня, в 8 км восточнее автодороги Р137 Сафоново — Рославль, в 2 км севернее автодороги Р96 Новоалександровский(А101)- Спас-Деменск — Ельня — Починок. В 5 км к югу от деревни железнодорожная станция Калошино на линии Смоленск — Сухиничи. Входит в состав Пронинского сельского поселения. Название произошло от одноимённого болота лежащего к северу.

## История
В годы Великой Отечественной войны деревня была местом ожесточённых боёв и дважды была оккупирована гитлеровскими войсками. 1-й раз в июле 1941 года (освобождена в ходе Ельнинской операции), 2-й раз в октябре 1941 года (освобождена в ходе Ельнинско-Дорогобужской операции в 1943 году). Была освобождена 68-й армией.

## Экономика
До начала 1990-х годов в деревне располагалось крупное торфопредприятие.